# Julian Reichelt

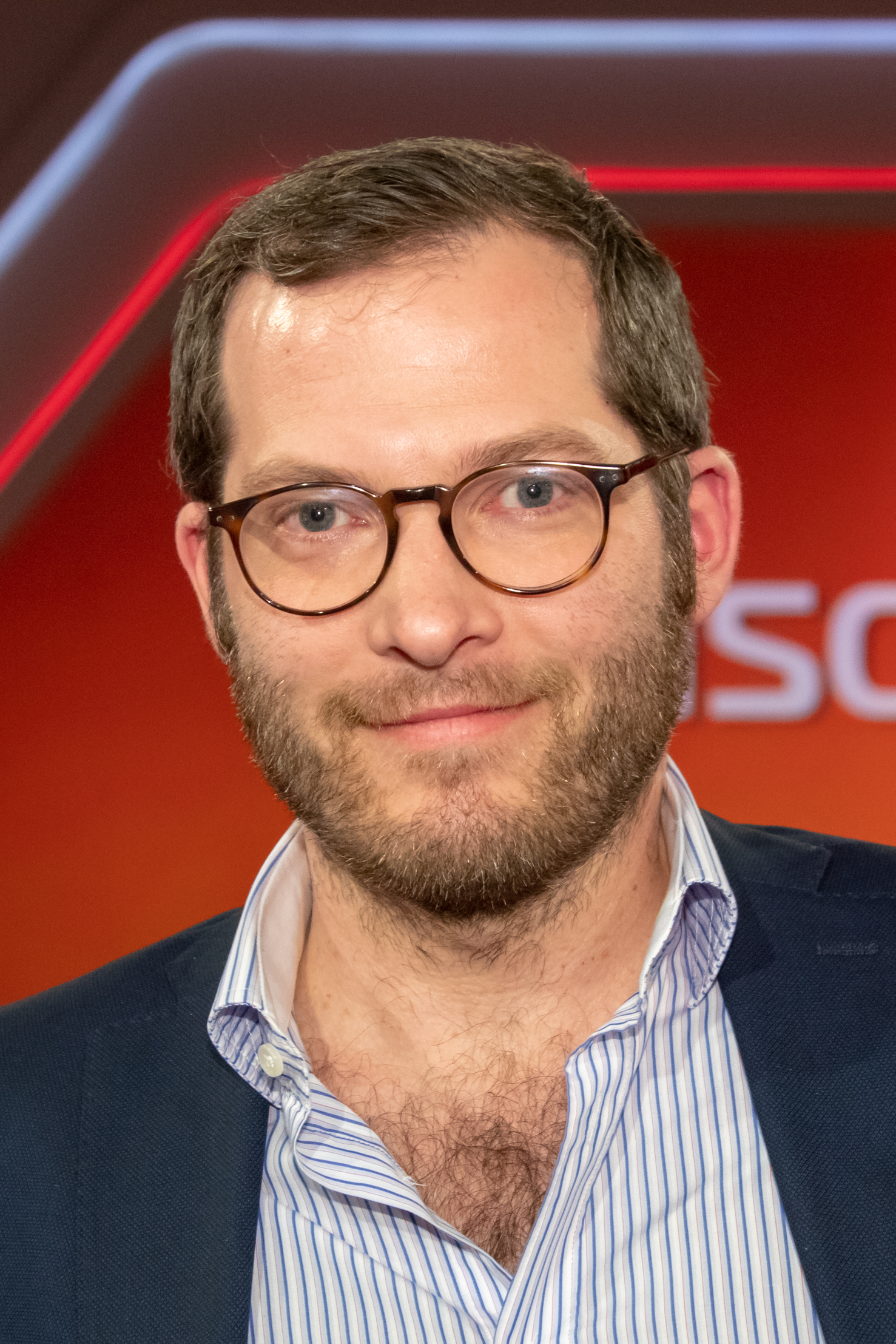
Julian Reichelt (2018)

Julian Reichelt (* 15. Juni 1980 in Hamburg) ist ein deutscher Journalist, ehemaliger Kriegsreporter und Webvideoproduzent. Er war von Februar 2017 bis Oktober 2021 Vorsitzender der Chefredaktionen und Chefredakteur Digital der Boulevardzeitung Bild. Seit Juli 2022 betreibt er den rechtspopulistischen YouTube-Kanal Achtung, Reichelt!, der seit 2023 zum von Frank Gotthardt gegründeten Portal Nius gehört. Seit 2024 ist er Chefredakteur und geschäftsführender Direktor der dahinterstehenden Vius Management SE.

## Leben

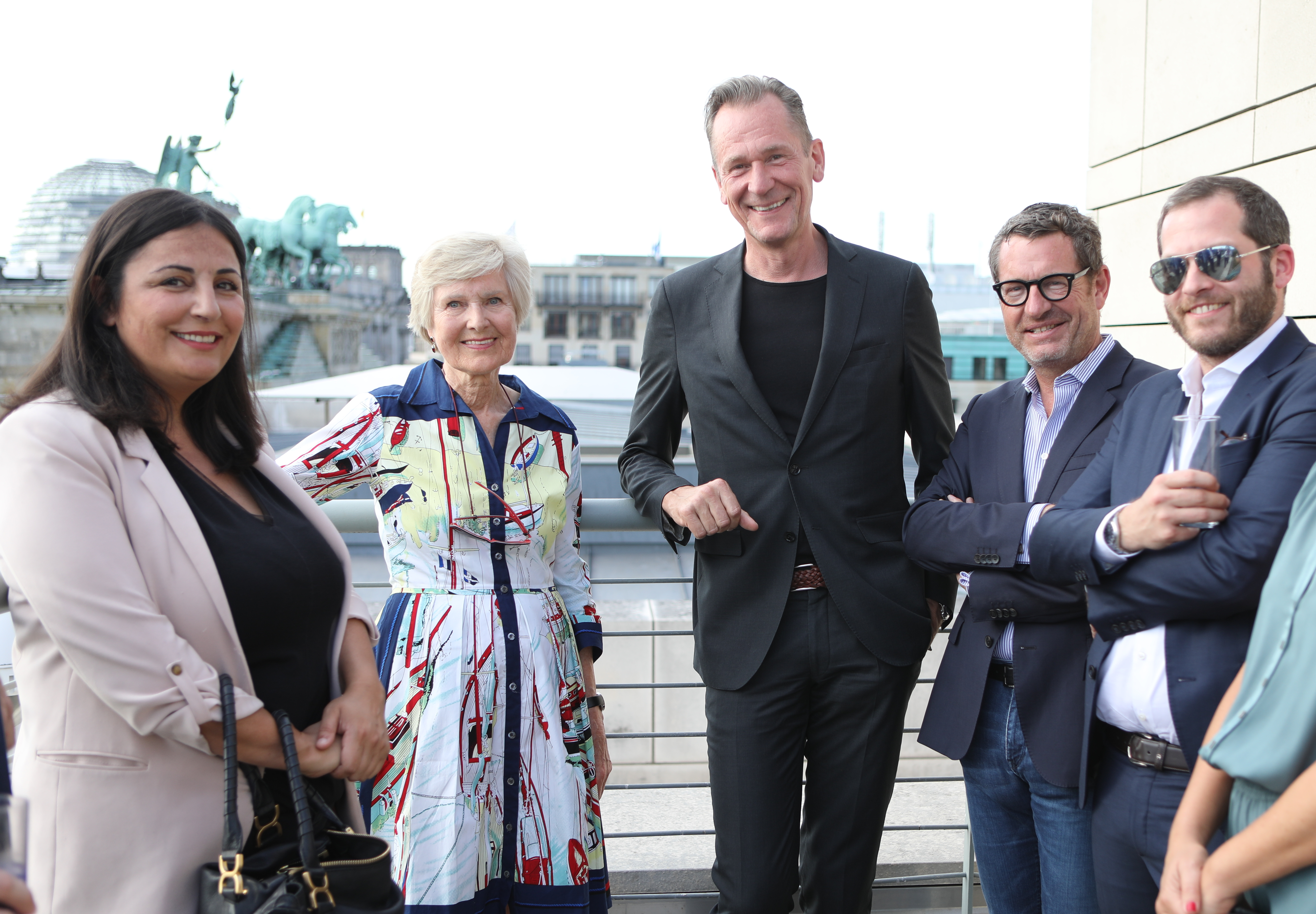
Düzen Tekkal, Friede Springer, Mathias Döpfner, Kai Diekmann und Julian Reichelt auf dem Dach der US-Botschaft in Berlin (2019)

Reichelts Eltern arbeiten nach Angaben von Bild als Journalisten: Sein Vater Hans-Heinrich Reichelt war unter anderem als stellvertretender Redaktionsleiter bei der Berliner Redaktion von Bild und als freier Journalist tätig, seine Mutter Katrin Reichelt war freie Journalistin und beschäftigte sich mit medizinischen Themen. Laut Reichelt lernten sich die Eltern „per Bild“ kennen. Gemeinsam gründeten sie einen Verlag für Medizinjournalismus und betreiben eine Homöopathie-Website.
Reichelt besuchte das Gymnasium Othmarschen in Hamburg und legte dort im Jahr 2000 das Abitur ab. Von 2002 bis 2003 war er Volontär bei Bild und durchlief die Journalistenausbildung der Axel-Springer-Akademie. Er berichtete u. a. aus Afghanistan, Georgien, Thailand, dem Irak, Sudan und Libanon, teilweise als Kriegsberichterstatter. 2007 wurde er Chefreporter.
Ab Februar 2014 war er als Nachfolger von Manfred Hart Chefredakteur von Bild.de. Nachdem Gesamtherausgeber Kai Diekmann den Springer-Verlag zum 31. Januar 2017 verlassen hatte, übernahm Reichelt den Vorsitz der Chefredaktionen und damit die redaktionelle Gesamtverantwortung für die Bild-Zeitung. Nach dem Ausscheiden von Tanit Koch, der einzigen Frau an der Bild-Spitze, am 1. März 2018, übernahm Reichelt auch den Posten des Chefredakteurs der Printausgabe der Bild. Der starke Rückgang der Auflage der gedruckten Bild setzte sich fort: Sie lag im ersten Quartal 2021 bei rund 1,24 Millionen Exemplaren, bei Reichelts Amtsantritt als Chefredakteur der Print-Ausgabe im März 2018 waren es noch 1,57 Millionen Exemplare gewesen. Bild.de wuchs unter seiner Leitung laut Informationsgemeinschaft zur Feststellung der Verbreitung von Werbeträgern (IVW) von 311 Millionen Visits im Februar 2014 auf 438 Millionen im September 2021. Bild.de erreichte bis 2021 mehr als 500.000 Digital-Abos.
2020 war er in der siebenteiligen Dokumentarfilm-Serie BILD.Macht.Deutschland? über die Bild-Redaktion auf Amazon Prime zu sehen.
Die Axel Springer SE beendete am 18. Oktober 2021 die Zusammenarbeit mit Reichelt, weil er auch nach Abschluss eines Compliance-Verfahrens (siehe unten) Privates und Berufliches nicht klar getrennt und dem Vorstand darüber die Unwahrheit gesagt habe. Sein Nachfolger als Bild-Chefredakteur wurde Johannes Boie.

## Positionen
Reichelt ordnet sich selbst als liberal-konservativ ein. In einem Interview mit der Schweizer Weltwoche Anfang 2024 erklärte er, er verorte sich „klar rechts im politischen Spektrum“ und sehe sich bei der Strauß-Union und den Reagan-Republikanern.
Reichelt bezieht regelmäßig zu politischen Themen Position. Bei Bild nutzte er neben Kommentaren in der Zeitung und auf Bild.de dazu Talkshow-Auftritte, u. a. bei Beckmann, Anne Will, Hart aber fair und im WDR-Presseclub. Zudem publizierte er zwei Bücher.
Im Februar 2015 forderte Reichelt von der Politik „schnelles Internet für alle“. Der Breitbandausbau sei die „absolute Basisvoraussetzung“, damit sich ein Land weiterentwickeln könne.
Im August 2015 widersetzte sich Reichelt in seiner Position als Chefredakteur einer Akkreditierungsabsprache, angeklagte mutmaßliche IS-Kämpfer in einem Prozess vor dem Oberlandesgericht Celle nur verpixelt zu zeigen. Daraufhin entzog das Gericht dem Bild-Reporter die Akkreditierung für den Prozess.
Zur „Refugees Welcome“-Kampagne der Bild-Medien, die 2015 unter Kai Diekmann als Print- und Reichelt als Online-Chef ins Leben gerufen wurde, sagte Reichelt Ende 2016, nichts habe „uns ganz nachweislich wirtschaftlich in der Reichweite so sehr geschadet wie unsere klare, menschliche, empathische Haltung in der Flüchtlingskrise“. Aus der „kurzzeitigen Bild-Willkommenskultur“ sei dann, so die Journalisten Mats Schönauer und Moritz Tschermak, „eine vor Wut schnaubende Verabschiedungskultur“ geworden.
Reichelt wehrte sich im November 2017 gegen eine Schätzung seines Gehaltes durch das Medienmagazin Kress pro mit der Begründung, dass dies das Risiko finanziell motivierter Straftaten gegen seine Familie erhöhen würde. Er selbst nennt hingegen regelmäßig die Gehälter von Personen des öffentlichen Lebens ohne deren Einverständnis.

## Kontroversen
Reichelt wurde wiederholt öffentlich kritisiert, gilt aber auch selbst als „außergewöhnlich streitlustig in den sozialen Medien“. So lieferte er sich 2015 ein öffentliches Streitgespräch auf Twitter mit dem als „Snowden-Enthüller“ bekannt gewordenen Journalisten Glenn Greenwald.
Der Deutsche Presserat monierte im Juni 2016 die Falschdarstellung russischer Militäroperationen in Syrien durch Bild.de unter dem Titel Putin und Assad bomben weiter im Februar 2016. Der Bezug war eine Vereinbarung über einen Waffenstillstand binnen einer Woche. Der Beitrag erwecke wahrheitswidrig den Eindruck, dass der gerade beschlossene Waffenstillstand durch Russland gebrochen worden sei. Der Ausschuss bewertete presseethisch den Verstoß gegen die publizistischen Grundsätze als so schwerwiegend, dass er gemäß § 12 der Beschwerdeordnung eine Missbilligung aussprach. Reichelt erwiderte, der Deutsche Presserat mache sich zum „Handlanger der Kreml-Propaganda“.
Der ehemalige Bundesrichter Thomas Fischer warf Reichelt im Februar 2018 vor, er betreibe mit seiner Kritik an der angeblich zu großen Milde der deutschen Justiz „kenntnisfreie Panikmache und rechtspolitische Scharfmacherei auf sehr niedrigem Niveau“. Er verwies darauf, dass die von Reichelt bei Hart aber fair erhobenen Forderungen (u. a. nach Abschaffung eines Strafrahmens bei Sexualdelikten) in Deutschland zuletzt von 1941 bis 1945 im Rahmen der Polenstrafverordnung praktiziert wurden, und unterstellte ihm „eine ausdrückliche und überlegte Absage an die Europäische Menschenrechtskonvention, das Menschenrecht aus Art. 2 Grundgesetz, den verfassungsrechtlichen Verhältnismäßigkeitsgrundsatz und die ständige Rechtsprechung des Bundesverfassungsgerichts“.
Anfang Januar 2019 stieß Reichelt auf Kritik, nachdem er sich im Morning-Briefing von Gabor Steingart zum Hackerangriff auf Politiker und Prominente und dessen mögliche Hintermänner geäußert hatte. Wenige Stunden vor der Präsentation des Einzeltäters – eines 20-jährigen Schülers – sprach Reichelt von einer „größeren Struktur“ und „staatlicher Unterstützung“ hinter der Aktion, und die Bild deutete mehrmals eine „russische Spur“ an. Dieter Schnaas kommentierte die Bewertung mit den Worten: „Seit dem Siegeszug des Internet und der Sozialen Medien ist eine neue journalistische Stilform entstanden: eine Art Preemptive-News-Management auf der Basis stabiler Präjudize.“
Reichelt wurde 2020 scharf für die Bild-Berichterstattung über Vorfälle in Solingen kritisiert, wo eine Mutter fünf ihrer Kinder getötet hatte. Die Bild zeigte dabei ein Foto der Mutter unverpixelt und veröffentlichte private Chat-Nachrichten des 11-jährigen einzigen überlebenden Kindes. Reichelt hatte dieses Vorgehen ausdrücklich befürwortet. Der Deutsche Presserat rügte dies gemäß Richtlinie 4.2 des Pressekodex, in dem er zu „besonderer Zurückhaltung“ bei der Recherche „gegenüber schutzbedürftigen Personen“ mahnt. Zu diesem Personenkreis gehören Kinder und Jugendliche, aber auch Menschen, „die einer seelischen Extremsituation ausgesetzt sind“. Beides traf in diesem Fall zu. Seit Juni 2019 veröffentlicht die Bild keine Rügen des Presserats mehr, der als Organ der freiwilligen Selbstkontrolle des Zeitungsverlegerverbands BDZV wirkt.
Während der COVID-19-Pandemie warf der Tagesspiegel Reichelt eine „Kampagne gegen den Virologen Christian Drosten“ vor, und Michael Hanfeld nannte diese in der Frankfurter Allgemeinen Zeitung ein „perfides Kesseltreiben“. Das Medienecho war laut Spiegel „verheerend.“ Drosten selbst sagte: „Um mich als Wissenschaftler zu diskreditieren, müssten ja andere Wissenschaftler glauben, dass das stimmt, was in der Bild-Zeitung steht. Da erfahre ich derzeit hingegen – bis auf ganz vereinzelte Ausnahmen – nur Unterstützung.“
Nachdem ihm im April 2024 Falschbehauptungen zu den Grünen und der Polizei gerichtlich teilweise untersagt worden waren, postete er irreführend auf X: „Wir dürfen weiterhin sagen, dass die Grüne Partei sich eine eigene Polizei aufbaut“. Tatsächlich war ihm genau diese Aussage isoliert und ohne weiteren Artikelkontext, gerade verboten worden. Sein Anwalt sprach in irreführender Litigation-PR von einem Angriff der Verfahrensgegner auf die Pressefreiheit.
Im März 2024 zeigte der Fußballnationalspieler Antonio Rüdiger, ein praktizierender Muslim, Reichelt an, weil er eine Tauhīd-Geste von Rüdiger als „Islamisten-Gruß“ bezeichnet und eine Verbindung zur Terrororganisation Islamischer Staat hergestellt hatte. Rüdiger warf Reichelt vor, mit dem Kommentar Beleidigung beziehungsweise Verleumdung, verhetzende Beleidigung und Volksverhetzung begangen zu haben. Der Deutsche Fußball-Bund meldete Reichelts Kommentar bei der Zentralstelle zur Bekämpfung der Internetkriminalität. Die Ermittlungen wurden eingestellt. Reichelts Äußerungen seien bloße Werturteile. In Abwägung mit der Meinungsfreiheit ergebe sich kein hinreichender Tatverdacht. Auch der Vorwurf der Volksverhetzung sei nicht erfüllt.

### Rechtsstreit mit dem Bundesministerium für wirtschaftliche Zusammenarbeit und Entwicklung
Mit einer einstweiligen Verfügung des Kammergerichts vom 15. November 2023 wurde Reichelt auf Antrag der Bundesentwicklungshilfeministerin Svenja Schulze untersagt zu behaupten, dass Deutschland in zwei Jahren 370 Millionen Euro Entwicklungshilfe an die Taliban gezahlt habe. Es liege eine falsche Tatsachenbehauptung vor, da Entwicklungshilfe nicht an die derzeitigen Machthaber in Afghanistan, sondern an regierungsferne Institutionen (wie die Weltbank, UNICEF, WEP, UNDP und Nichtregierungsorganisationen) geleistet worden sei. Mit Beschluss vom 11. April 2024 entschied das Bundesverfassungsgericht, dass diese Entscheidung die in Art. 5 Abs. 1 Satz 1 Grundgesetz verankerte Meinungsfreiheit verletze. Im Kontext des gleichzeitig geposteten Links auf einen Artikel bei Nius mit der erkennbaren Überschrift „Deutschland zahlt wieder Entwicklungshilfe für Afghanistan“ sei der Post insgesamt nicht als Tatsachenbehauptung, sondern als Meinungsäußerung einzuordnen. Das Bundesverfassungsgericht verwies die Sache zur erneuten Entscheidung an das Kammergericht zurück.
Das Bundesverfassungsgericht wies in seinem Beschluss darauf hin, dass der Staat selbst scharfe und polemische Kritik aushalten müsse. Zwar dürften auch staatliche Einrichtungen vor verbalen Angriffen geschützt werden; der Schutz dürfe aber nicht dazu führen, sie gegen öffentliche Kritik abzuschirmen. Die Frankfurter Allgemeine Sonntsgszeitung meinte, die Verfassungsrichter hätten daran erinnert, dass das für die freiheitlich-demokratische Ordnung schlechthin konstitutive Grundrecht der Meinungsfreiheit aus dem besonderen Schutzbedürfnis der Machtkritik erwachsen sei. So sei in nüchternen Worten eine Regierung bloßgestellt worden, die sich in der Pose des Demokratieretters inszeniere, aber autoritären Instinkten folge, sobald sie von der falschen Seite kritisiert werde. Die Bundesregierung verzichtete nach dem Beschluss darauf, den Streit mit Reichelt weiterzuverfolgen.

## Entlassung alsBild-Chefredakteur 2021
Im März 2021 wurde durch einen Bericht des Spiegel bekannt, dass sich Reichelt einer Untersuchung im eigenen Haus zu stellen hatte. Es ging unter anderem um Vorwürfe des Machtmissbrauchs und der Ausnutzung von Abhängigkeitsverhältnissen gegenüber jungen Mitarbeiterinnen, die der bei Axel Springer beschäftigte Schriftsteller Benjamin von Stuckrad-Barre laut Medieninsider bei der Konzernleitung des Axel-Springer-Verlags gemeldet hatte. Der Verlag beauftragte die Rechtsanwaltskanzlei Freshfields, Machtmissbrauch im Zusammenhang mit einvernehmlichen sexuellen Beziehungen zu Mitarbeiterinnen sowie Drogenkonsum am Arbeitsplatz und mögliche Compliance-Verstöße zu untersuchen. Reichelt wies die Vorwürfe zurück. Am 13. März 2021 wurde er bis zur Klärung der Vorwürfe befristet von seinen Funktionen im Springer-Verlag freigestellt. Etwa zwei Wochen nach Abschluss des Verfahrens kehrte Reichelt zurück. Der Konzern führte aus, dass es „keine Anhaltspunkte für sexuelle Belästigung oder Nötigung“ gegeben habe. Reichelt räumte jedoch eine Vermischung beruflicher und privater Beziehungen ein. Alexandra Würzbach, die in der Zwischenzeit die Leitung der Bild-Redaktion innehatte, wurde Co-Chefredakteurin. Am 26. April 2021 verlor Reichelt seinen Posten als Geschäftsführer der Bild-Gruppe wegen „Fehler[n] in der Amts- und Personalführung“.
Das Investigativteam der Ippen-Gruppe (Frankfurter Rundschau, Münchner Merkur, tz, BuzzFeed Deutschland), bestehend aus Daniel Drepper, Marcus Engert, Katrin Langhans und Juliane Löffler, recherchierte auch nach der vorläufigen Beilegung der Kontroverse weiter zu den Vorwürfen gegen Reichelt. Verleger Dirk Ippen unterband ohne inhaltliche Begründung im Oktober 2021 die Veröffentlichung der Recherche und rechtfertigte dies später damit, dass er einem Konkurrenten nicht habe schaden wollen. Der Eingriff zerrüttete sein Verhältnis mit der vierköpfigen Redaktion von Ippen Investigativ, die im Januar 2022 ankündigte, das Unternehmen geschlossen zu verlassen.
Bereits am 17. Oktober 2021 berichtete Ben Smith, unter dem verschiedene Ippen-Journalisten bei BuzzFeed News gearbeitet hatten, in der New York Times, wie Reichelt in der Bild ein Klima geschaffen habe, das „Sex, Journalismus und Firmengelder“ vermische, und über die Unternehmenskultur des Springer-Konzerns. Darin zitierte das Blatt die Aussage einer Mitarbeiterin vor Anwälten der von Springer beauftragten Kanzlei Freshfields: Reichelt habe ihr im November 2016 gesagt, er würde seinen Job verlieren, wenn sie herausfänden, dass er eine Affäre mit einer Auszubildenden habe. Er habe die Beziehung jedoch weitergeführt, auch nachdem er 2017 zum Vorsitzenden der Chefredaktion befördert worden war. Er habe sie in ein Hotelzimmer nahe dem Axel-Springer-Hochhaus kommen lassen und sie auf eine Führungsposition im Newsroom befördert. Es sei immer so bei der Bild: Wer mit dem Chef schlafe, werde befördert. Sie habe sich damit überfordert gefühlt. Nachdem sie auf eine andere Stelle im Newsroom versetzt worden sei, habe ihr ein anderer Redakteur gesagt, er habe es satt, Frauen beschäftigen zu müssen, mit denen Reichelt Beziehungen gehabt habe. Eine der jungen Frauen litt der Recherche zufolge so unter dem Druck einer ihr übertragenen Position und dem Vorwurf im Kollegium, sie habe den Job nur wegen ihrer sexuellen Beziehung zu Reichelt bekommen, dass sie wegen einer psychiatrischen Behandlung für Wochen krankgeschrieben wurde. Mehrfach habe sie sich mit Reichelt in Hotels getroffen. Sie habe ihn nicht verärgern wollen und sich beruflich von ihm abhängig gefühlt. Reichelt habe für eine Zahlung von 5.000 Euro von der damals 25-Jährigen Stillschweigen verlangt. Zudem lagen der New York Times von Reichelt – der 2016 geheiratet hatte – gefälschte Scheidungspapiere vor, wie schon der Compliance-Abteilung des Springer-Verlags. Reichelt habe damit eine Mitarbeiterin von seiner Verfügbarkeit überzeugen wollen.
Einen Tag nach der Veröffentlichung gab Springer die Trennung von Reichelt bekannt. Beobachter stellten einen Zusammenhang mit der vom Konzern geplanten Übernahme der US-Mediengruppe Politico her, die nur drei Tage später erfolgte. So wolle man den Compliance-Anforderungen des US-Marktes gerecht werden, mit denen eine auf sexuelle Gefälligkeiten gegründete Beförderungspraxis nicht vereinbar ist.
Springer-Chef Mathias Döpfner wandte sich in einer Videobotschaft an die Beschäftigten des Verlags. Darin verteidigte der langjährige Förderer Reichelts sein persönliches Vorgehen und das der Konzernspitze in dem, so Döpfner wörtlich, „Compliance-Fall Julian Reichelt“. Die Süddeutsche Zeitung kommentierte: „Döpfners Rolle in der Affäre Reichelt wie auch seine Eignung als Präsident des Bundesverbandes Digitalpublisher und Zeitungsverleger werden sehr genau zu prüfen sein.“ Zwei Tage später wandte sich Döpfner erneut in einer Videobotschaft an die Belegschaft, erstmals entschuldigte er sich gegenüber den Frauen, die unter Reichelts Regime zu leiden hatten. Ein Wortprotokoll seiner Ansprache wurde von dem Investigativ-Magazin Medieninsider veröffentlicht. Er erklärte, dass Reichelt dem Vorstand nicht nur die „Unwahrheit“ gesagt, sondern ihn „belogen“ habe. Er mache sich selbst den Vorwurf, sich belügen lassen zu haben. Reichelts Rauswurf wäre schon früher angebracht gewesen. Döpfners Entschuldigung wurde fast gleichzeitig mit neuen Recherchen öffentlich, wonach der Springer-Konzern im Fall Reichelt juristischen Druck auf eine betroffene Frau und ihren Anwalt ausgeübt hatte, um die Veröffentlichung von Details aus dem Compliance-Verfahren zu verhindern.
Nach der Entlassung Reichelts lebten „#MeToo“-Diskurse in Deutschland wieder auf.
Die Titelgeschichte der Ausgabe 43/2021 des Nachrichtenmagazins Der Spiegel befasste sich unter dem Stichwort „Springer-Affäre“ mit der Entlassung Reichelts und den Folgen für Springer-Chef Mathias Döpfner.
In einem Interview mit der Zeit sah Reichelt sich als Opfer eines „Vernichtungsfeldzugs“. Reichelt fragte jedoch auch, woher „dieser Wahn“ komme, „Menschen als Opfer sehen zu wollen […] und dass manche Menschen sich so gern selbst als Opfer sehen“. Bezogen auf Reichelts Bemerkung einer „abscheuliche[n]“ Berichterstattung ihn betreffend bemerkte die Zeit-Redakteurin, dass es die Bild sei, die Menschen bloßstelle, woraufhin Reichelt entgegnete, er habe den Journalismus, der in die Privatsphäre von Menschen eindringe, „vor Jahren“ beendet. Die Tageszeitung merkte daraufhin an, dass der Presserat allein im Jahr 2021 20 Rügen gegen das Blatt ausgesprochen habe, „die allermeisten, weil die Berichterstattung gegen den Persönlichkeitsschutz verstoßen hatte, von Kindern zum Beispiel oder von Mord- und Unfallopfern“.
Laut einer im Februar 2022 veröffentlichten Recherche der Financial Times (FT) waren die Vorwürfe gegen Reichelt der Führungsebene bereits deutlich länger bekannt gewesen als bis dahin angenommen. Die FT habe mit mehr als 30 Menschen gesprochen, darunter ehemalige Mitarbeiter. Der Vorstand habe großen Aufwand betrieben, um die Vorwürfe zu vertuschen. Mathias Döpfner sehe bis heute hinter dem Fall eine große Verschwörung gegen Springer und beauftragte eigene Ermittlungen gegen eine Reihe von Zeugen.
Im November 2022 schloss der Axel-Springer-Verlag vor einem US-amerikanischen Gericht einen Vergleich mit einer ehemaligen Bild-Mitarbeiterin, die, wegen des Vorwurfs der sexuellen Belästigung gegen Reichelt, eine Klage gegen den Axel-Springer-Verlag eingereicht hatte.
Benjamin von Stuckrad-Barre verarbeitete den Vorgang 2023 in seinem Roman Noch wach? Die Hauptfiguren des als Schlüsselroman gelesenen Werks wurden mit Reichelt, Döpfner und Stuckrad-Barre verglichen.

### Rechtsstreit mit demSpiegel
Im Mai 2021 erwirkte Reichelt beim Landgericht Hamburg eine einstweilige Verfügung gegen den Spiegel; darin wurde dem Magazin untersagt, seine im Artikel Vögeln, fördern, feuern erhobenen Behauptungen zu wiederholen. Anschließend durfte der Artikel mit einem Nachtrag zunächst online veröffentlicht bleiben, im November 2021 musste er nach einem Urteil des Landgerichts gelöscht werden. In seiner Urteilsbegründung verwies das Landgericht auf eine „unterbliebene Konfrontation“ als Grund der Unzulässigkeit. Der Spiegel verwies dagegen darauf, man habe Reichelt „mehrfach angeboten, Stellung zu nehmen und seine aus dem Verfahren bekannten Stellungnahmen wie angekündigt integriert.“ Das Magazin erhob Beschwerde beim Hanseatischen Oberlandesgericht, worauf dieses am 17. Januar 2022 das vorherige Urteil und auch den Ordnungsgeldbeschluss aufhob. Der Artikel konnte daraufhin wieder online verfügbar gemacht werden.

### Rechtsstreit mit der Axel Springer SE
Im April 2023 verklagte die Axel Springer SE Reichelt auf Rückzahlung einer siebenstelligen Abfindungssumme, da dieser gegen „Vereinbarungen zur Vertraulichkeit sowie zur Herausgabe und Löschung interner Daten“ aus dem mit ihm geschlossenen Aufhebungsvertrag verstoßen habe. Springer warf Reichelt außerdem vor, sich nicht an ein Abwerbeverbot von Springer-Redakteuren und -Mitarbeitern gehalten zu haben. Im August 2023 informierte der Verlag über eine außergerichtliche Einigung mit Reichelt in dem arbeitsrechtlichen Streit.
Der Konzern reichte außerdem bei der Staatsanwaltschaft Berlin eine Anzeige wegen Betrugs gegen Reichelt ein. Man verdächtige Reichelt, interne Dokumente an sich genommen und sie Dritten zur Einsichtnahme vorgelegt zu haben. Laut einem Bericht des Nachrichtenmagazins Der Spiegel hat Reichelt dem Verleger der Berliner Zeitung, Holger Friedrich, Inhalte aus seinen Chats mit Springer-Chef Mathias Döpfner angeboten, doch habe Friedrich den Springer-Verlag über das Angebot informiert. Der Presserat leitete daraufhin ein Verfahren gegen Friedrich wegen Verstößen gegen den Pressekodex ein und rügte im Juni Holger Friedrich persönlich, nahm aber die Redaktion von der Rüge aus. Anfang Mai 2023 kündigte die Staatsanwaltschaft Ermittlungen gegen Reichelt an, da ein Anfangsverdacht des Betrugs vorliege. Im Oktober 2023 wurde das Ermittlungsverfahren eingestellt.

### Zwangsgeld wegen ausstehender Gegendarstellung
Nachdem Reichelt auf seinem YouTube-Kanal und in Nius Falschdarstellungen zur Finanzierung der Seenotrettungsorganisation Mission Lifeline gemacht hatte, wurden Reichelt und Nius auf Antrag der Vereinsvorsitzenden Hermine Poschmann in einer einstweiligen gerichtlichen Verfügung zu einer Gegendarstellung aufgefordert. Als diese nicht ordnungsgemäß erfolgte, verhängte das Landgericht Berlin im März 2024 ein Zwangsgeld bzw. alternativ eine Erzwingungshaft. Daraufhin erfolgten ordnungsgemäße Gegendarstellungen auf YouTube und Nius. Rechtsanwalt Steinhöfel wollte nicht sagen, ob die vorausgegangene Nichterfüllung der gerichtlichen Verfügung durch einen groben Fehler oder als dreister Versuch, damit durchzukommen, zustande kam.

### Rechtsstreit mit dem NDR-MagazinReschke Fernsehen
Im Mai 2023 entschied das Landgericht Hamburg, dass elf Passagen über Reichelt aus der dritten Folge des NDR-Magazins Reschke Fernsehen, die ihn in unzulässiger Weise in seinem allgemeinen Persönlichkeitsrecht verletzten, nicht mehr verbreitet werden dürfen. Es ging darin unter anderem um angeblichen Drogenkonsum am Arbeitsplatz, für den das Gericht keine ausreichenden Indizien sah. Der NDR schwärzte bzw. übertönte daraufhin die entsprechenden Ausschnitte in der Mediathek und betonte in einer Pressemitteilung, dass das Gericht die zentralen Punkte der Berichterstattung – Äußerungen über Machtmissbrauch durch Reichelt und die Weitergabe von Informationen während des Compliance-Verfahrens – für zulässig halte. Der NDR will im Hauptsacheverfahren für die Ursprungsversion der Folge streiten.

### Rechtsstreit mit Svenja-Marla Liebich
Nachdem Reichelt auf X die rechtsextremistisch aktive Person Marla-Svenja Liebich indirekt als Mann bezeichnet („Sven Liebich ist keine Frau“) und Liebich hiergegen eine einstweilige Verfügung beantragt hatte, entschied die zweite Zivilkammer des Landgerichts Berlin II am 18. August 2025 gegen Liebich, denn dieser Eingriff in das Persönlichkeitsrecht sei im vorliegenden Fall durch das überwiegendes Recht auf Meinungsfreiheit gedeckt und deshalb nicht rechtswidrig.

## YouTube-KanalAchtung, Reichelt!
Im Juli 2022 startete Reichelt den von ihm als Meinungsshow bezeichneten YouTube-Kanal Achtung, Reichelt!, der zum rechtspopulistischen Nius-Netzwerk gehört. Er hatte im September 2024 über 500.000 Abonnenten. Mit Ralf Schuler und Judith Sevinç Basad wechselten prominente Bild-Journalisten zu seiner Produktionsgesellschaft Rome Medien GmbH, die ihren Sitz als Untermieter der CompuGroup Medical des Koblenzer Unternehmers Frank Gotthardt im Gewerbehof am Ort der ehemaligen Butzke-Werke in Berlin-Kreuzberg hat und Inhalte für das Nius-Netzwerk produziert. Der YouTube-Kanal wurde ursprünglich von einem Fan von Reichelt unter dem Namen Reichelt Ultras betrieben und mit Videos bespielt, die Reichelt auf Instagram veröffentlicht hatte. Anfang Juli 2022 übernahm Reichelt den Kanal mit dem Betreiber. Reichelt beendet jede seiner Sendungen mit dem Spruch: „Das war ‚Achtung, Reichelt!‘ – der härteste Gegner von Scheinheiligkeit, Propaganda und Heuchelei in der Politik.“
Neben dem YouTube-Kanal betrieb Reichelts Produktionsgesellschaft von 2022 bis Anfang Juli 2023 die Website pleiteticker.de, die wiederum mit dem neurechten Blog Apollo News kooperierte. Der Titel Pleiteticker bezog sich auf die angekündigte Dokumentation von Insolvenzen aufgrund der Energiekrise.
In der Berliner Zeitung kritisierte Sören Kittel Mitte Juli 2022 Reichelts YouTube-Kanal Achtung, Reichelt! als „Grünen-Bashing“, das mit Ängsten spiele. Reichelts Vorgehensweise wird dabei mit Alex Jones, Tucker Carlson und Karl-Eduard von Schnitzlers Schwarzem Kanal verglichen. Elena Witzeck von der Frankfurter Allgemeinen Zeitung meinte ebenfalls Mitte Juli 2022 in einem Kommentar zu Reichelts YouTube-Kanal, dass er „eine neue Form des Klassenkampfs“ beschwöre und für ihn „das größte Problem der Gegenwart […] die Grünen“ seien. Anfang August 2022 bezeichnete Peter Zellinger von der österreichischen Tageszeitung Der Standard Reichelt als „rechtspopulistischen Untergangsprediger“ und verglich Achtung, Reichelt! mit der Sendung von Tucker Carlson beim US-Sender Fox News, von der das Konzept und auch der Sprachduktus kopiert worden seien.
Laut faktenfinder auf tagesschau.de vom August 2022 erweckt das Setting der Videos den „Eindruck einer seriösen Nachrichtensendung“. Die Videos von Achtung, Reichelt! werden gemäß CeMAS auf den reichweitenstarken Telegram-Kanälen aus dem verschwörungsideologischen Spektrum wie von Eva Herman, Bodo Schiffmann und Oliver Janich sowie auf der Internetseite der Zeitschrift Compact geteilt.
Laut Belltower.News stilisiert sich Reichelt in seinem Magazin „zu einem postmodernen Untergangspropheten“, „überspitzt vereinzelte Situationen und entwickelt sie zu regelrechten Horror-Szenarien“. Dabei seien auch „in Ansätzen die ersten wahnhaften Züge der 'Großer Austausch'-Verschwörungserzählung [zu] erkennen“, die Reichelt jedoch nie direkt benenne, stattdessen verwende er „rassistische Chiffren“. Laut Jungle World vom September 2022 erinnert die Themenauswahl an die Bild-Zeitung.
Der Politikwissenschaftler Markus Linden attestierte Julian Reichelt „kalkuliertes Empörungsgehabe“ und „radikalen Krawall-Journalismus“. Für Linden ist Achtung, Reichelt! ein „rechtspopulistischer Kanal mit stark libertärem Einschlag“, den er ins „Spektrum von Tichys Einblick oder Achse des Guten“ einordnen würde. Wie zuvor schon bei Bild betreibe Reichelt einen „radikale[n] Populismus“, der sich gegen eine „woke Elite und Cancel-Culture“, gegen Identitätspolitik und vor allem gegen die Grünen richte. Im Unterschied zu anderen Alternativmedien wie Compact, Apolut, Multipolar oder Rubikon nehme Reichelt aber „gegenüber Diktatoren, insbesondere Russlands Putin eine ablehnende Haltung ein“ und verbreite keine offensichtlichen Fake-News oder Verschwörungstheorien.
Der Medienjournalist Stefan Niggemeier schrieb im Oktober 2023, Reichelt hege eine „ungehemmte Verachtung für alles, was irgendwie politisch grün ist, und für ein demokratisches System, in dem Vertreter dieser Partei als Teil einer Koalition mitregieren dürfen, und für eine Bevölkerung, die deshalb nicht jeden Tag alles anzündet“.

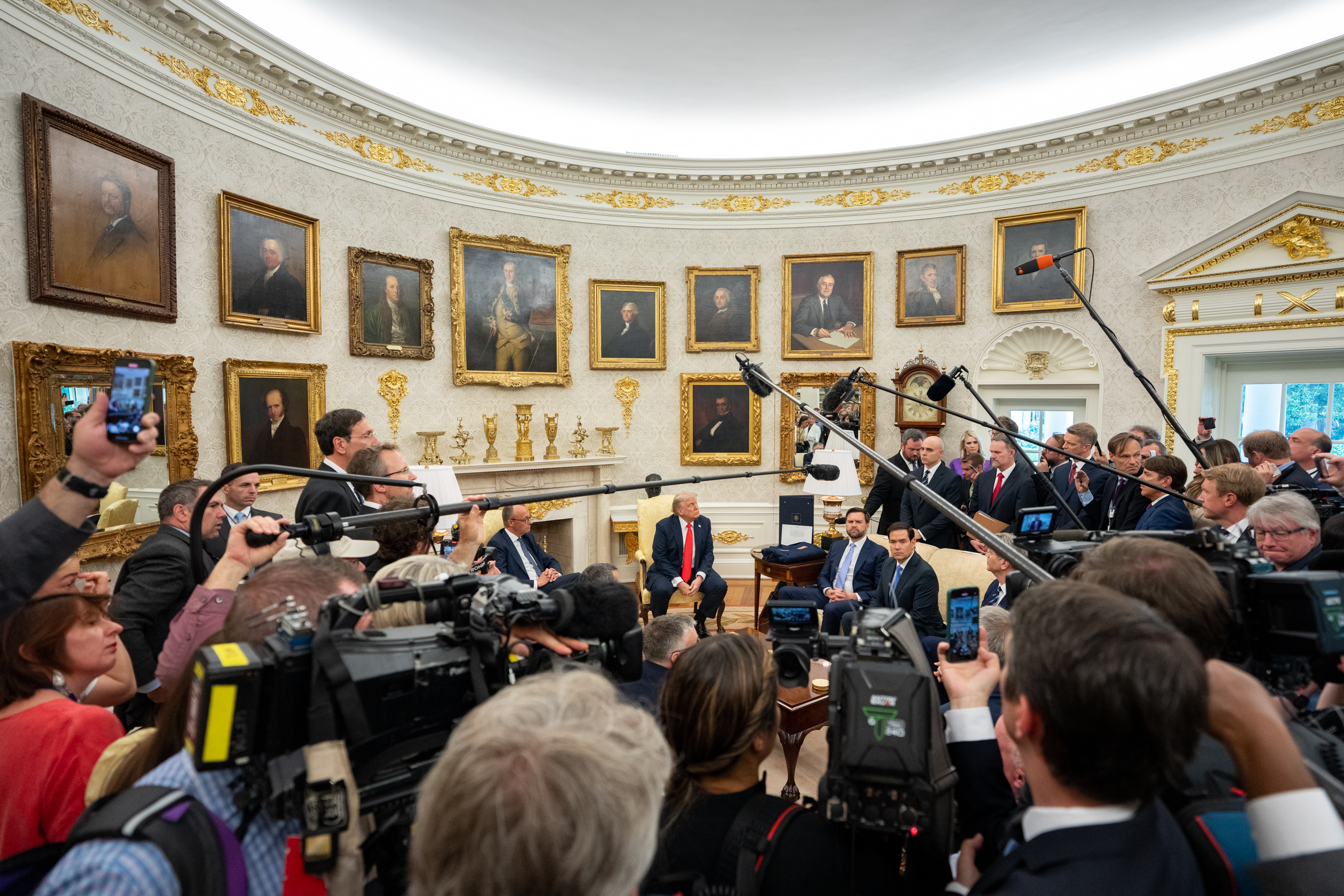
Reichelt beim Antrittsbesuch von Bundeskanzler Friedrich Merz beim US-Präsidenten Donald Trump (2025)

T-Online schrieb im Februar 2024, Reichelt trete auf seiner Plattform im Netz auf „wie der frühere Fox News-Moderator Tucker Carlson in den USA“. Reichelts Aussage, er gebe sich viel Mühe, „die linke Propagandasprache zu dechiffrieren“, kommentierte T-Online mit: „Das heißt: Er ‚übersetzt‘, was nach seiner Ansicht gemeint sei – und das wohl auch, wenn es gar nicht so gesagt wurde.“ Im Juni 2025 besuchte Reichelt die Pressekonferenz zum Antrittsbesuch von Bundeskanzler Friedrich Merz bei US-Präsident Donald Trump, obwohl er nicht Teil der deutschen Delegation war. Laut Robin Alexander hatte er sich durch Kontakte zur MAGA-Bewegung Zugang verschafft.

## Auszeichnungen
2008 wurde Reichelt für seinen Bericht Sie können uns töten, aber niemals besiegen aus Afghanistan, erschienen in zwei Teilen am 12. und 13. Oktober 2007 in Bild, mit dem Axel-Springer-Preis für junge Journalisten in der Kategorie „Überregionale/Nationale Beiträge“ ausgezeichnet.
Im Oktober 2018 sollte Reichelt den Negativpreis für Medienschaffende „Die Goldene Kartoffel“ des Vereins Neue Deutsche Medienmacher für „besonders einseitige oder missratene Berichterstattung über Aspekte der Einwanderungsgesellschaft“ erhalten. Er erschien zur Übergabe, lehnte den Preis jedoch ab, da „das Wort ‚Kartoffel‘ in Grundschulen, in denen Migration keine Erfolgsgeschichte ist, eine Beschimpfung geworden ist, die sich auf Rasse und Herkunft bezieht“.

## Schriften
- Kriegsreporter. Ich will von den Menschen erzählen. Bastei Lübbe, Köln 2010, ISBN 978-3-404-61669-5.
- Mit Jan Meyer: Ruhet in Frieden, Soldaten! Wie Politik und Bundeswehr die Wahrheit über Afghanistan vertuschten. Fackelträger, Köln 2010, ISBN 978-3-7716-4466-6.